# Sny aniołów
Sny aniołów – drugi album studyjny zespołu Quidam wydany w 1998 nakładem wytwórni Rock-Serwis.

## Lista utworów
Album zawiera utwory:
| 1. | Przebudzenie                | 01:43 |
|    |                             |       |
| 2. | Moje anioły                 | 04:21 |
|    |                             |       |
| 3. | Morelowy sen                | 05:17 |
|    |                             |       |
| 4. | Wesoła                      | 06:59 |
|    |                             |       |
| 5. | Beznogi mały ptak           | 04:06 |
|    |                             |       |
| 6. | Łza                         | 04:56 |
|    |                             |       |
| 7. | Pod powieką                 | 13:57 |
|    |                             |       |
| 8. | Przebudzenie (świt nadziei) | 04:07 |
|    |                             |       |
| 9. | Jest taki samotny dom       | 05:31 |
|    |                             |       |
|    |                             | 50:57 |
|    |                             |       |

## Twórcy
Twórcami albumu są:
- Emilia Derkowska - chórki, wiolonczela, śpiew
- Zbigniew Florek - instrumenty klawiszowe
- Rafał Jermakow - perkusja, instrumenty perkusyjne
- Maciej Meller - gitara
- Radosław Scholl - gitara basowa
- Jacek Zasada - flet

Udział gościnny:
- Karolina Chwistek - skrzypce
- Witold Ekielski - obój
- Małgorzata Lachowicz - skrzypce
- Dominika Miecznikowska - wiolonczela
- Michał Wojciechowski - fagot
- Magdalena Wróbel - altówka